# Monokultura sosnowa

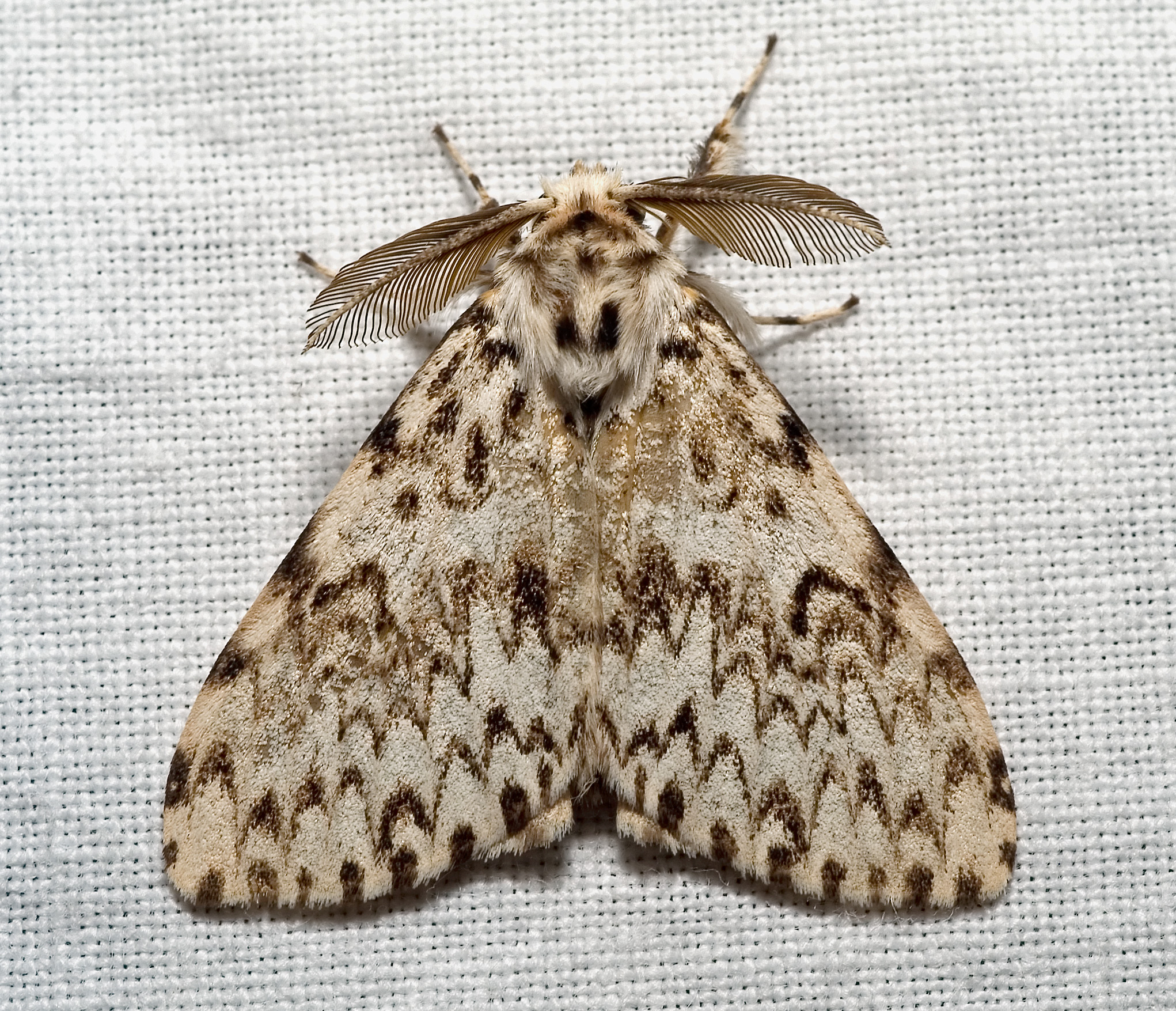
Brudnica mniszka żywi się m.in. sosnowymi igłami

Monokultura sosnowa – specyficzny, antropogeniczny ekosystem leśny powstały w wyniku sztucznego odnowienia drzewostanu sosną zwyczajną. Tego typu las gospodarczy charakteryzuje się małym zróżnicowaniem gatunków roślin i zwierząt, co stanowi o ubogim łańcuchu pokarmowym.

## Powstanie monokultur sosnowych
Tworzenie takich jednorodnych lasów zostało wymuszone przez rosnące zapotrzebowanie na drewno. W wiekach XVII-XIX nastąpił rozwój nieznanych dotychczas gałęzi przemysłu zużywających ogromne ilości surowca drzewnego. Dużą rolę odegrał tu rozwój górnictwa i kolejnictwa, w okresie tym odkryto również technologię produkcji papieru opartą na surowcu drzewnym a także technologię chemicznego przerobu drewna dla potrzeb przemysłu włókienniczego. Lesistość Polski, wynosząca jeszcze w 1920 r. około 38%, zmalała do 20,8% w 1945 r. Odwrócenie tego procesu nastąpiło w latach 1946-70, kiedy w wyniku zalesienia ponad 1,2 mln ha lesistość Polski wzrosła do 27,0%. Średni roczny rozmiar zalesień wynosił wówczas około 30 tys. ha, a w szczytowym okresie 1961-65 – ponad 55 tys. ha. W Polsce powstawały lite uprawy szybko rosnącej sosny zwyczajnej, wychodząc także poza tereny o piaszczystej glebie, gdzie sosna jako jeden z nielicznych gatunków drzew rosnących w Polsce jest w stanie się przystosować, ale również na siedliskach leśnych o dużo większej żyzności. Na skutek działań wynikających z realizacji poszczególnych faz Programów Zwiększania Lesistości Kraju na bardzo dużych obszarach porolnych (gleby różnych klas) powstały jednogatunkowe uprawy sosnowe.

## Skutki monokultury gatunkowej

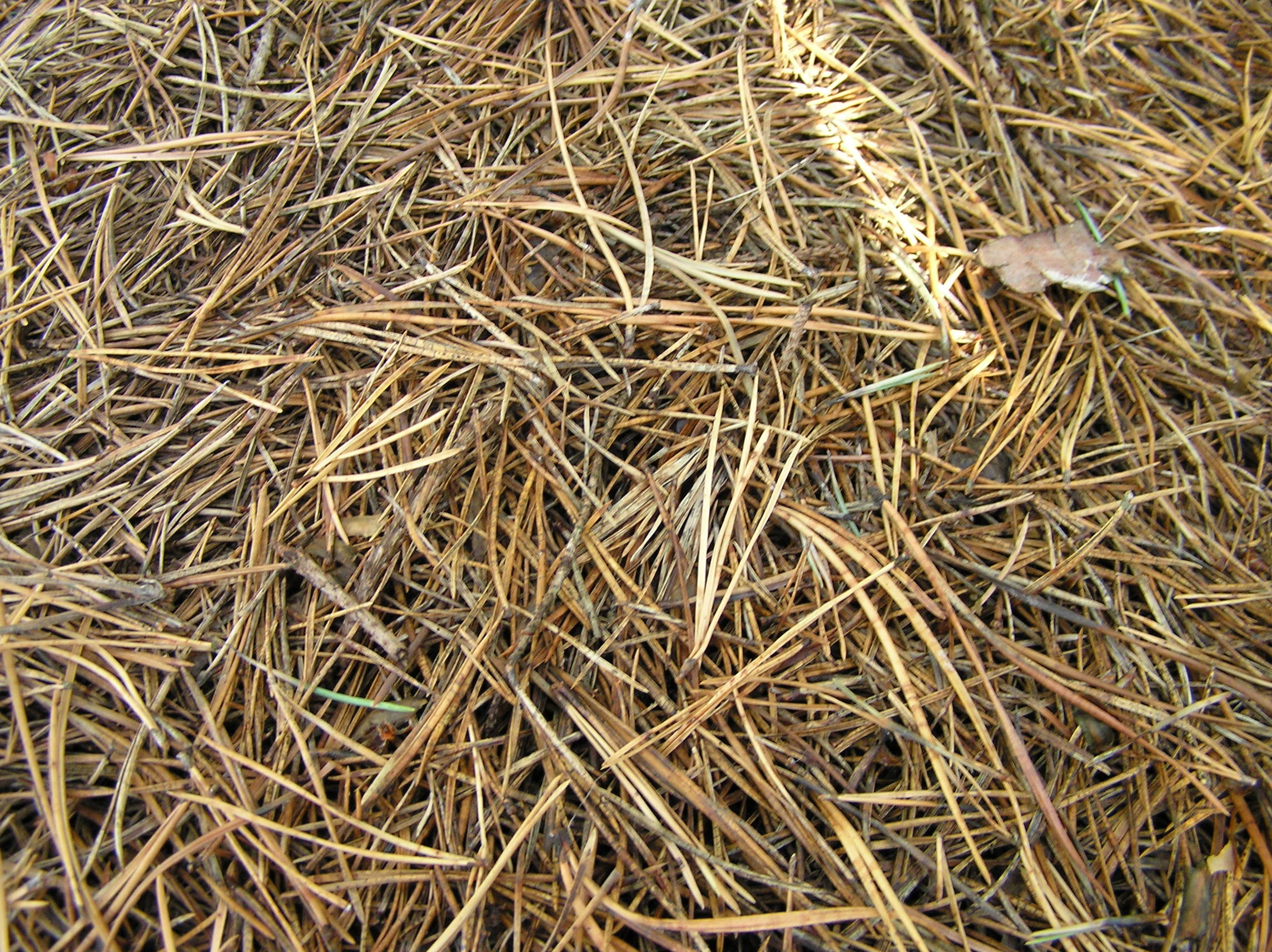
Naga, martwa ściółka sosen po wysuszeniu staje się bardzo łatwopalna.

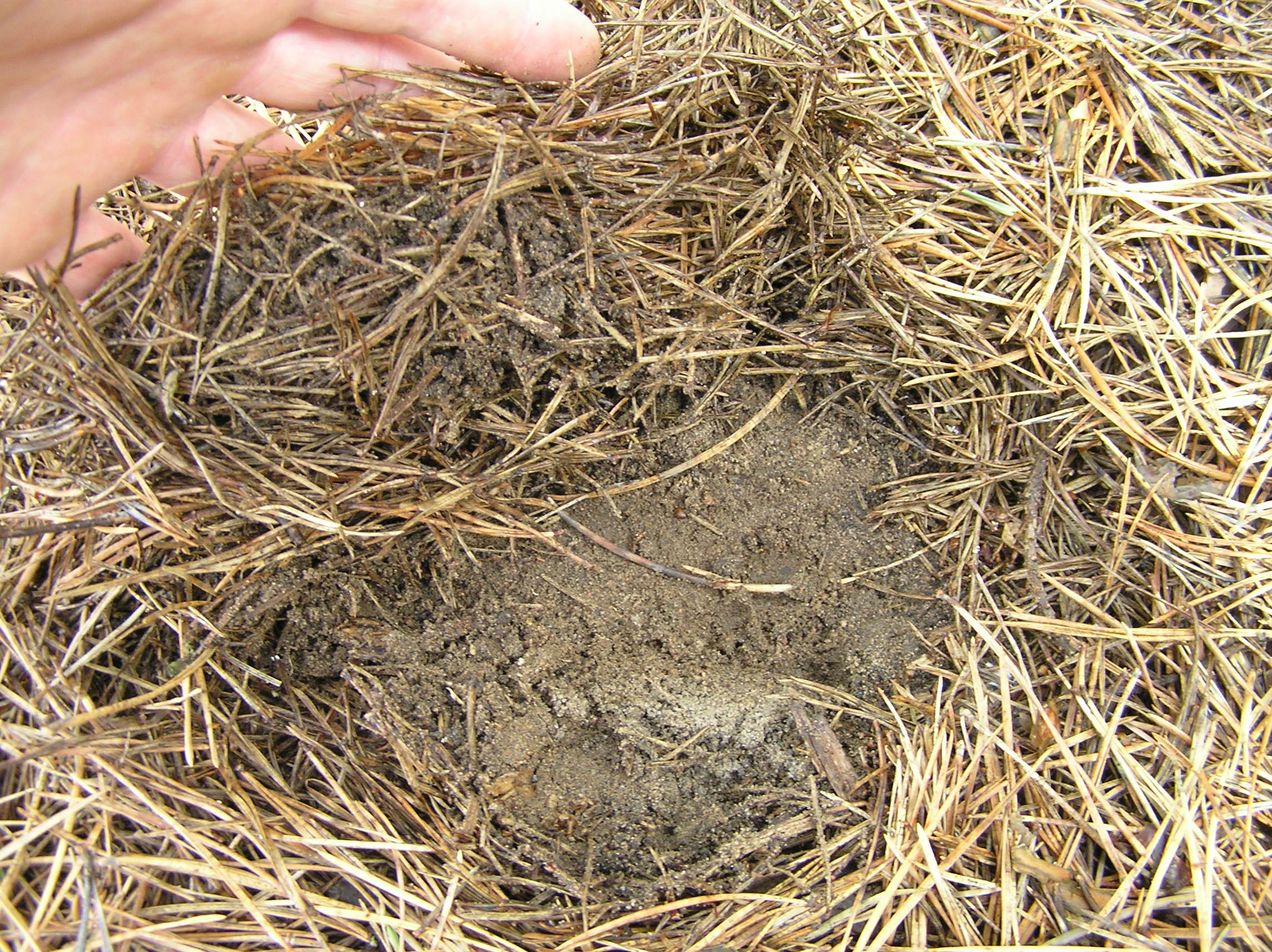
Grubość ściółki jest niewielka.

Monokultury sosnowe w porównaniu do drzewostanów mieszanych posiadają więcej otwartych przestrzeni. Równomiernie rosnące drzewa, na etapie tyczkowiny i drągowiny, szczególnie po podkrzesaniu, nie tworzą schronów dla dzików czy innych dużych zwierząt. Młode i strzeliste sosny nie posiadają wystarczającej ilości dziupli i mocnych konarów, na których mogłyby gniazdować ptaki. Jednogatunkowe lasy sosnowe są wyjątkowo narażone na ataki szkodników owadzich. Szczególnie istotna jest brudnica mniszka, która regularnie występuje gradacyjnie. Inną cechą monokultury sosnowej, jest znikomość ściółki. Na gruntach ubogich proces może trwać przez całe życie drzewostanu, na terenach żyźniejszych warstwowość ściółki stopniowo ginie po osiągnięciu zwarcia koron, a pojawia się ponownie dopiero po rozluźnieniu zwarcia (20-30 lat). 
Ponieważ następstwa założenia monokultury sosnowej zmieniają się wraz z wiekiem można je podzielić według powyższego kryterium i umiejscowić w określonym miejscu lub warstwie młodego lasu.

### Zjawiska występujące na etapie uprawy
- Zjawiska występujące w glebie, ubogiej warstwie próchnicy i runa:
 Bez względu na pochodzenie uprawy, (sztuczne lub samosiew), drzewka konkurują ze swymi sąsiadami o składniki pokarmowe i wodę:
  - Na gruntach porolnych (w efekcie zalesień) sosny w warstwie ryzosfery stykają się głównie z bakteriami i grzybami, które rozkładają celulozę – dostarczaną przez rośliny zielne. Sosny początkowo przyrastają bardzo szybko, co jest związane z dużą ilością łatwo przyswajalnego azotu. Drzewa stają się bardziej podatne na choroby igieł i pędów (niedostateczne drewnienie i wrażliwość na skokowe zmiany temperatur).
  - Na gruntach leśnych (w efekcie odnowień) sosny w warstwie ryzosfery (jak i w całym profilu glebowym) stykają się z ligniną dostarczaną przez pozostawione systemy korzeniowe, oraz substancje organiczne wydzielane przez te korzenie i dyfundowane do gleby. Lignina rozkładana jest przez grzyby, jej biodegradacja warunkuje biogenezę humusu.
  - Szkodniki owadzie występujące w glebie, zagrażające uprawom sosnowym, są takie same jak w przypadku szkółek leśnych, są to: chrabąszcz majowy (Melolontha melolontha), chrabąszcz kasztanowy (Melolontha hipocastani), guniak czerwczyk (Amphimallon solstitiale), wałkarz lipczyk (Polyphylla fullo), sprężyki (Elater) i rolnice (Agrotis).
  - Zabiegi gospodarcze tej warstwy ograniczają się do usuwania chwastów.
- Zjawiska występujące wspólnie w warstwie runa i koron młodych drzewek:
  - Duże zgrupowanie sosen na małej przestrzeni powoduje zwiększenie zainteresowania ze strony jeleniowatych, które chętnie zgryzają pędy, przynosząc najwięcej szkód gospodarczych w przypadku zgryzienia pędów głównych. Często można zauważyć, szczególnie w borach, zagrody chroniące uprawy przed jeleniowatymi (zagrody takie zdejmuje się w wieku 10 lat uprawy). Zagrody te jednocześnie uniemożliwiają wstęp dzikom oraz jeżeli została użyta do budowy gęsta siatka – również zającom. Ogrodzenie takie skutecznie ogranicza przestrzeń życiową zwierząt. Istnieją badania świadczące o tym, że wilki podczas polowania wykorzystują istniejące ogrodzenia. W miejsce zagród można stosować smarowanie pędów głównych repelentami (odstraszające zapachem i smakiem, nie są trujące), nakładać specjalne, kolczaste, plastikowe osłonki (niestety zdarza się, że zwierzę cierpi z powodu przypadkowego zjedzenia osłonki). Chroniąc drzewka przed spałowaniem można stosować owijanie odpowiednich okółków pakułami.
  - Owady są na etapie uprawy częstym powodem dużego osłabienia, a nawet zamierania drzewek. Należą do nich: szeliniak sosnowy (Hylobius abietis), szeliniak świerkowy (Hylobius pinastri), smolik znaczony (Pissodes notatus), sieciech niegłębek (Philopedon plagiatus), zmiennik sp. (Strophosomus), skośnik tuzinek (Exoteleia dodecella), zwójka sosnóweczka (Rhyacionia buoliana), zwójka odroślaneczka, zwójka pędóweczka, zwójka żywiczaneczka, rozwałek korowiec (Aradus cinamomemus), opaślik sosnowiec (Barbitistes constrictus), osnuja sadzonkowa (Acantholyda hierogliohica), borecznik rudy (Neodiprion seltifer), kluk czarny (Otiorrynchus niger), zakorek (Hylastes).
  - Grzyby pasożytnicze występujące w uprawie są liczne, najistotniejsze to: 
    - skrętak sosny (Melampsora pinitorqua) – powoduje zniekształcenie młodych pędów. Drugim żywicielem grzyba jest osika lub białodrzew co powoduje, że upraw sosnowych nie powinno się zakładać w pobliżu tych drzew. O ile na gruntach porolnych z dala od kompleksów leśnych taka izolacja jest możliwa, o tyle w przypadku powierzchni odnawianej jest to mało prawdopodobne. Dodatkowo osiki w żyźniejszych częściach uprawy chętnie się odnawiają z samosiewu.
    - osutka sosny (Lophodermium pinastri) – atakuje igły, zakażenie następuje od końca wiosny do późnej jesieni. Zimą igły brunatnieją, pokrywają się czarnymi plamkami a wiosną opadają. Grzyb jest przede wszystkim groźny dla sosen do 5 roku życia.

  - Podczas zabiegów gospodarczych tzw. czyszczeń (wczesnych lub późnych) usuwane są niektóre wadliwe lub przeszkadzające drzewa. Do następnej fazy – młodnika przetrwają najsilniejsze sosenki, co niestety dla gospodarza nie zawsze oznacza najlepsze. Rola leśnika polega tu na popieraniu najlepszych drzewek ale jednocześnie nie takich, które głuszą pozostałe (tzw rozpieracze). Regulowanie składu gatunkowego uprawy polega przede wszystkim na popieraniu sosny (i innych stanowiących domieszki) kosztem osiki, wierzby, na niektórych siedliskach również brzozy. Jednocześnie wszelkie gatunki chronione i owocowe (jarząb pospolity, czeremcha zwyczajna i in.) pozostawia się bez ingerencji – stanowią skromny azyl i bazę pokarmową dla ptactwa. Na gruntach porolnych zakłada się w celu urozmaicenia składu gatunkowego tzw. remizy. Na gruntach leśnych na etapie planowania uprawy pozostawia się tzw. punkty oporu biologicznego. Na tym etapie, w drugim lub kolejnym nawrocie czyszczeń, w zasadzie dalej popiera się zdrowe sosny. Można wykonać też podkrzesywanie, ale wykonuje się je wtedy, gdy nie istnieje niebezpieczeństwo spałowania pni przez zwierzynę (albo tej zwierzyny nie ma, albo w pobliżu istnieje lepszy pokarm).
  - Ze względu na poszukiwanie maślaków, szczególnie zwyczajnego (Suillus luteus), rydzów (Lactarius deliciosus), borowików, szczególnie szlachetnego (Boletus edulis) i sosnowego (Boletus pinophilus) oraz zielonki (Tricholoma equestre) i podzielonki (Tricholoma portentosum) las narażony jest na działalność człowieka, zubożającą środowisko leśne o zebrane grzyby mikoryzowe, a także doprowadza do kontaktu z lokalną fauną.

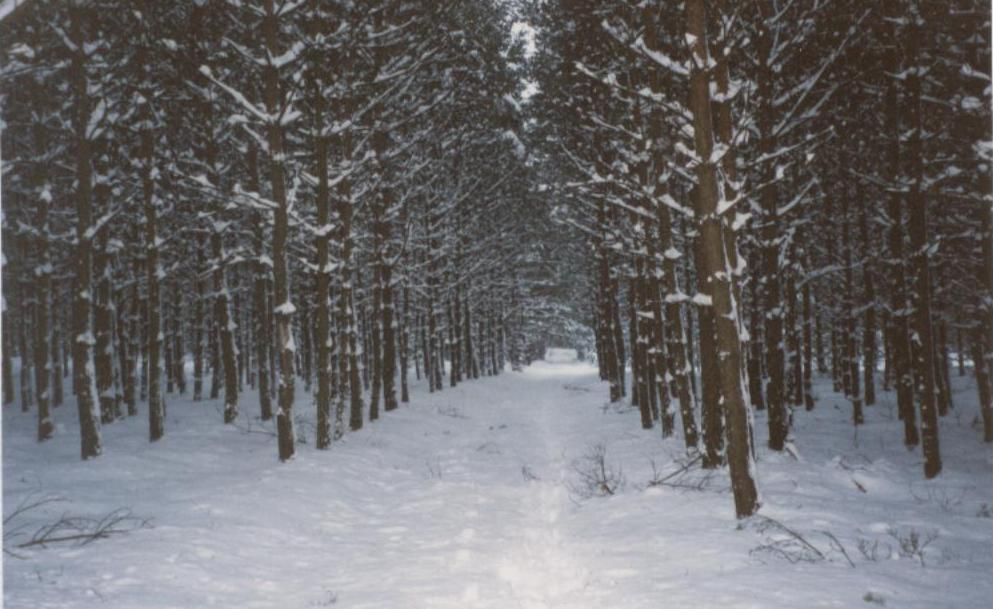
Młodnik sosnowy zimą. Widoczny szlak zrywkowy.

### Zjawiska występujące na etapie młodnika i tyczkowiny

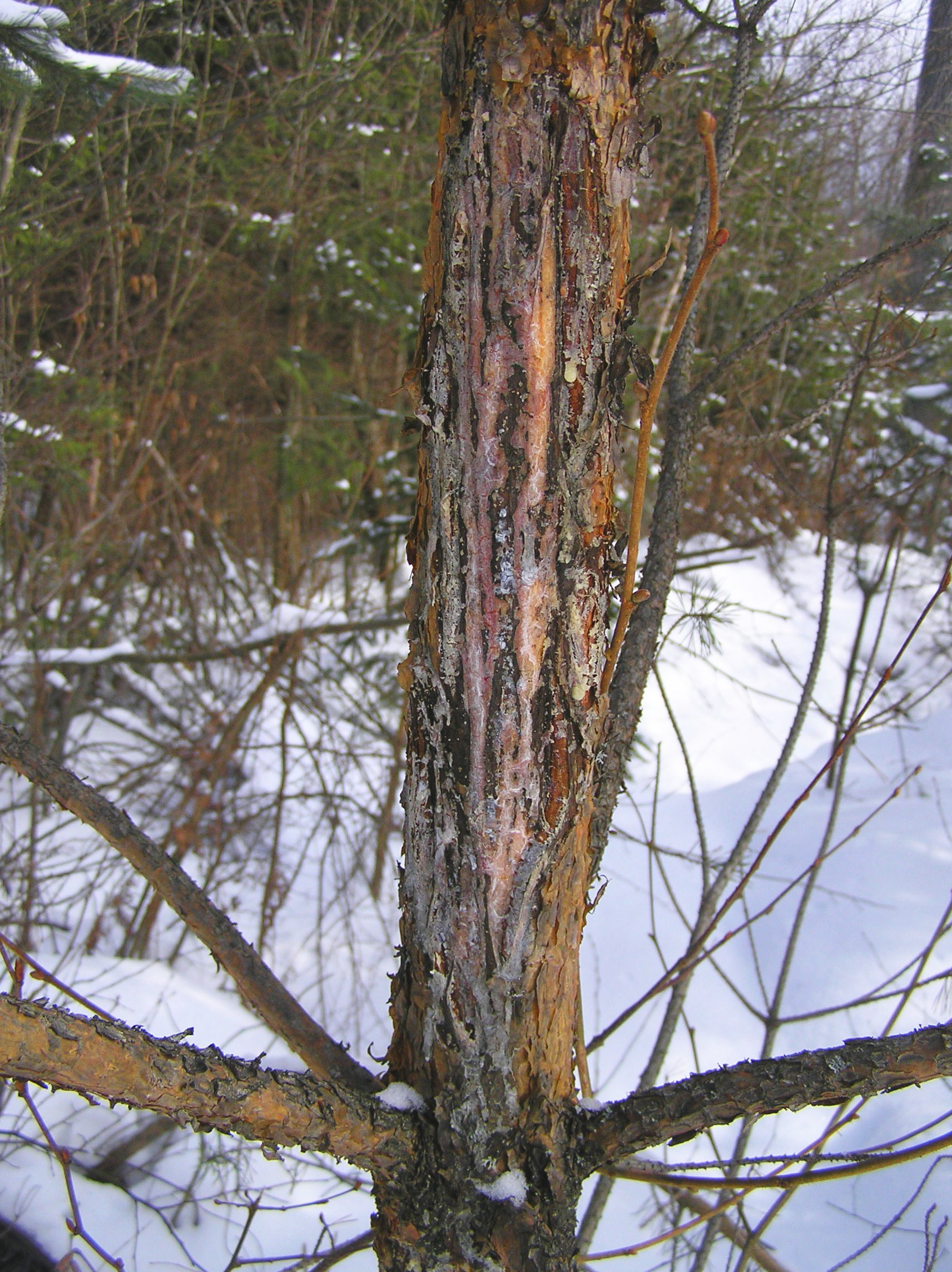
Spałowana, młoda sosna w młodniku.

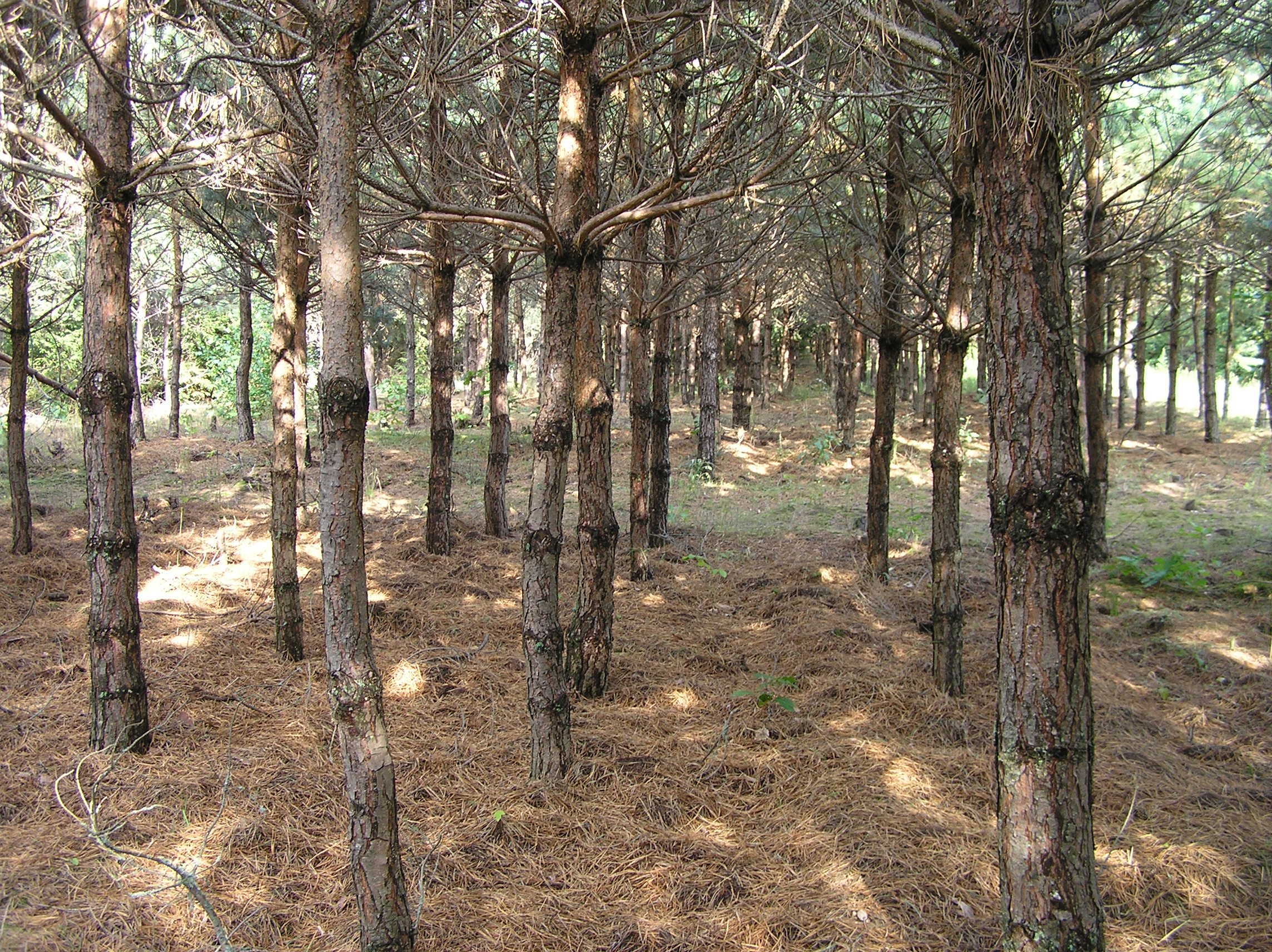
Podkrzesany fragment młodnika w strefie pasa przeciwpożarowego.

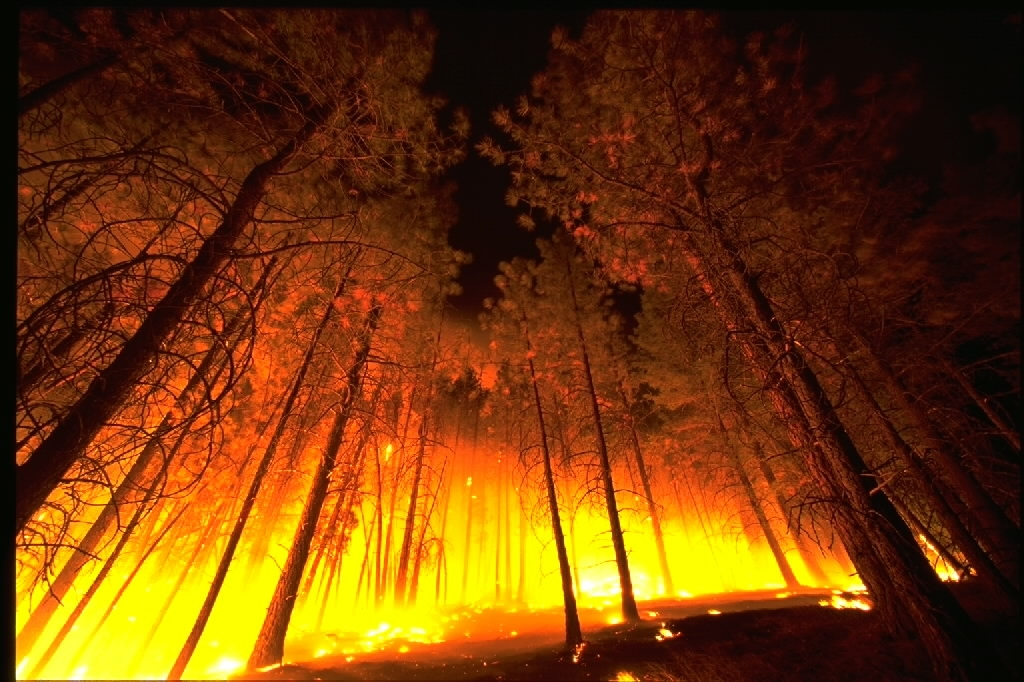
Pożar lasu sosnowego – jeden z najgorszych skutków monokultury.

- Zjawiska występujące w glebie, ubogiej warstwie próchnicy i runa:
  - Mniej więcej po 20-30 latach prowadzenia uprawy sosnowej na gruntach porolnych, w glebie zaczyna brakować potasu. W tym krytycznym momencie opad igliwia nie jest w stanie wyrównać strat, szczególnie w zasięgu ryzosfery. Szybki wzrost drzew ulega zahamowaniu, a rozwijająca się huba korzeniowa (Heterobasidion annosum) powoduje niekiedy znaczny spadek zadrzewienia. Szybki rozwój huby korzeniowej jest możliwy ponieważ grzyby i rośliny inhibitujące rozwój korzeniowca są nieliczne. Rośliny typowe (bez wskazywania siedlisk) dla terenów leśnych jak: perłówka zwisła (Melica nutans), zawilec gajowy (Anemone nemorosa), konwalia majowa (Convallaria majalis), jarząb pospolity (Sorbus aucuparia) oraz wdzierająca się do polskich lasów czeremcha amerykańska (Padus serotina), nie pojawiają się samorzutnie pod koronami młodych drzew, czego jednym z powodów są złe warunki świetlne. Wymienione rośliny posiadają w swoich organach (wydzielinach korzeni lub w liściach) inhibitory rozwoju grzybni korzeniowca.
  - Podobne warunki rozwoju tego grzyba na gruntach leśnych mogą zostać sprowokowane sztucznymi zabiegami gospodarczymi, osłabiającymi wymienione czynniki oporu.
- Zjawiska występujące wspólnie w warstwie runa i koron młodych drzew:
  - Owady zagrażające monokulturom sosnowym na etapie młodnika są podobne jak w fazie uprawy. Zaczynają być także groźne owady drzew starszych (wyszczególnione dalej). Jednocześnie zaczynają zagrażać szkodniki wtórne: cetyniec większy (Tomicus pipiperda), smolik drągowinowiec (Pissodes piniphilus), przypłaszczek granatek (Phaneops cyanea), kornik ostrozębny (Ips acuminatus), wykarczak sosnowy (Criocephalus rusticus), żerdzianka (Monochamus), cetyniec mniejszy (Tomicus minor), drwalnik paskowany (Typodendron lineatum), strzygonia choinówka (Panolis flammea).
  - Faza młodnika rozpoczyna okres trzebieży. Trzebieże mają zadanie m.in. zagwarantować prawidłowy przebieg oczyszczania się pni z gałęzi i wysoką wartość techniczną surowca. W związku z tym usuwa się wadliwie ukształtowane drzewa, popierając jednocześnie drzewa gonne, zdrowe, o równomiernie rozgałęzionej koronie umiejscowionej w górnej części drzewostanu.
    - Na glebach porolnych i bardzo suchych siedliskach można zrezygnować z usuwania drzew suchych (zostawia się je ścięte pod koronami, z wyjątkiem pasów przeciwpożarowych, gdzie suche drzewa i gałęzie wynosi się w głąb drzewostanu). Usuwa się drzewa chore i osłabione oraz tzw. posusz czynny, ograniczając rozprzestrzenienie się szkodników i chorób.
    - Po wykonaniu trzebieży leśnik, chcąc zmienić ryzyko zarażenia korzeniowcem wprowadza sztucznie na ścięte pnie żylicę olbrzymią (Phlebia gigantea) – grzyba inhibitującego rozwój huby korzeniowej (i innych) oraz ograniczającego rozwój owadów w martwych pniakach. Zaraz za żylicą (potocznie zwaną Flebią) wprowadzają się mykofagi, które przyczyniają się do przenoszenia nie tylko grzybni i zarodników Flebii ale również innych, w tym szkodliwych grzybów: wspominanego korzeniowca, huby pospolitej (Fomes fomentarius), huby sosnowej (Phellinus pini) i innych.
    - Po pierwszym nawrocie trzebieży schematyczny obraz młodnika przypomina o swoim sztucznym pochodzeniu (drzewa rosną w rzędach i kolumnach). W przypadku powstania z samosiewu obraz jest podobny, choć mogą wystąpić większe różnice w wysokościach poszczególnych biogrup drzew, stwarzając namiastkę struktury dwu lub wielopiętrowej.

  - Wraz z prowadzonymi trzebieżami leśnicy wprowadzają sztucznie podszyt i podrost. Jeżeli istnieje taka możliwość, przystępują do przebudowy wprowadzając w zależności od zasobności siedliska odpowiednie gatunki drzew znoszących ocienienie górne i boczne, a także gatunki biocenotyczne. Będą tu wysadzane: brzoza brodawkowata, olsza szara (na skrajnie suchych siedliskach również olsza zielona), dęby, świerk pospolity, lipy, klony i gatunki owocowe. Nowe drzewka będą wykorzystywały istniejące luki i prześwietlenia. Wprowadzenie podszytów i podrostów powoduje nieznaczną zmianę struktury dna lasu. Nowymi drzewkami może zainteresować się zwierzyna. Brak osłon kryjących zdolnych ukryć zwierzęta powoduje, że jej żer będzie bardzo niespokojny.
  - Na tym etapie rozwoju monokultura sosnowa staje się zagrożeniem pożarowym dla siebie jak i otaczających drzewostanów. Ściółka w lasach iglastych łatwo ulega przesuszeniu, a z uwagi na dużą zawartość ponad 30 różnych związków chemicznych składających się na palne olejki eteryczne i możliwość ich samozapłonu (już przy 50 °C), przebywanie w takim lesie podczas upałów jest niebezpieczne – tak dla nieświadomych tego zwierząt jak i świadomych ludzi. W młodnikach i tyczkowinach sosnowych często dochodzi do pożarów, w tym najgroźniejszych – wierzchołkowych.
  - Zbieracze grzybów poszukują oprócz wymienionych wcześniej (ilość maślaków się zmniejsza) kurki – ponownie niszcząc ściółkę i niepokojąc zwierzęta.

### Zjawiska występujące na etapach drągowiny i starszych

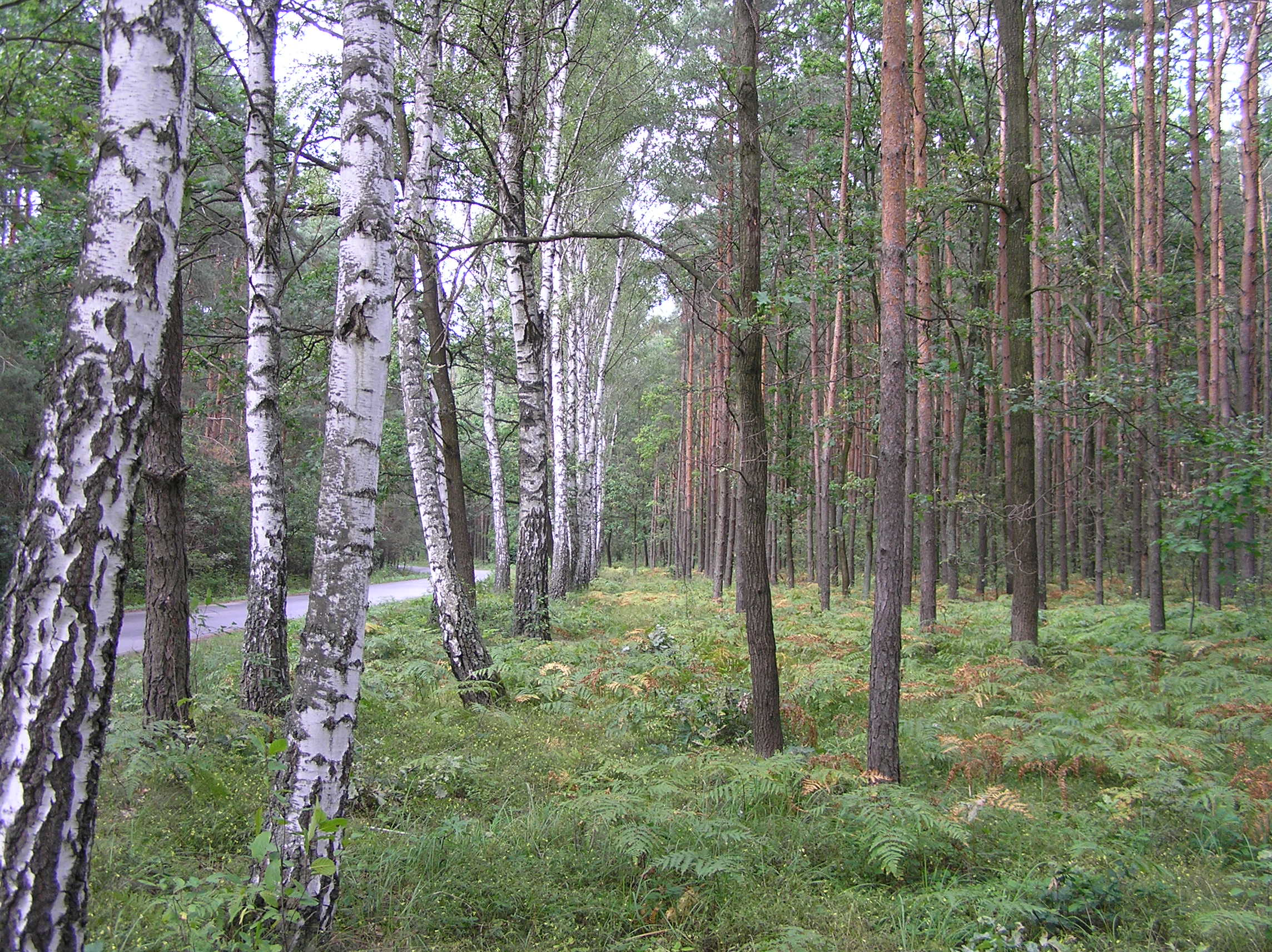
Fragment drągowiny w strefie liściastego pasa przeciwpożarowego.

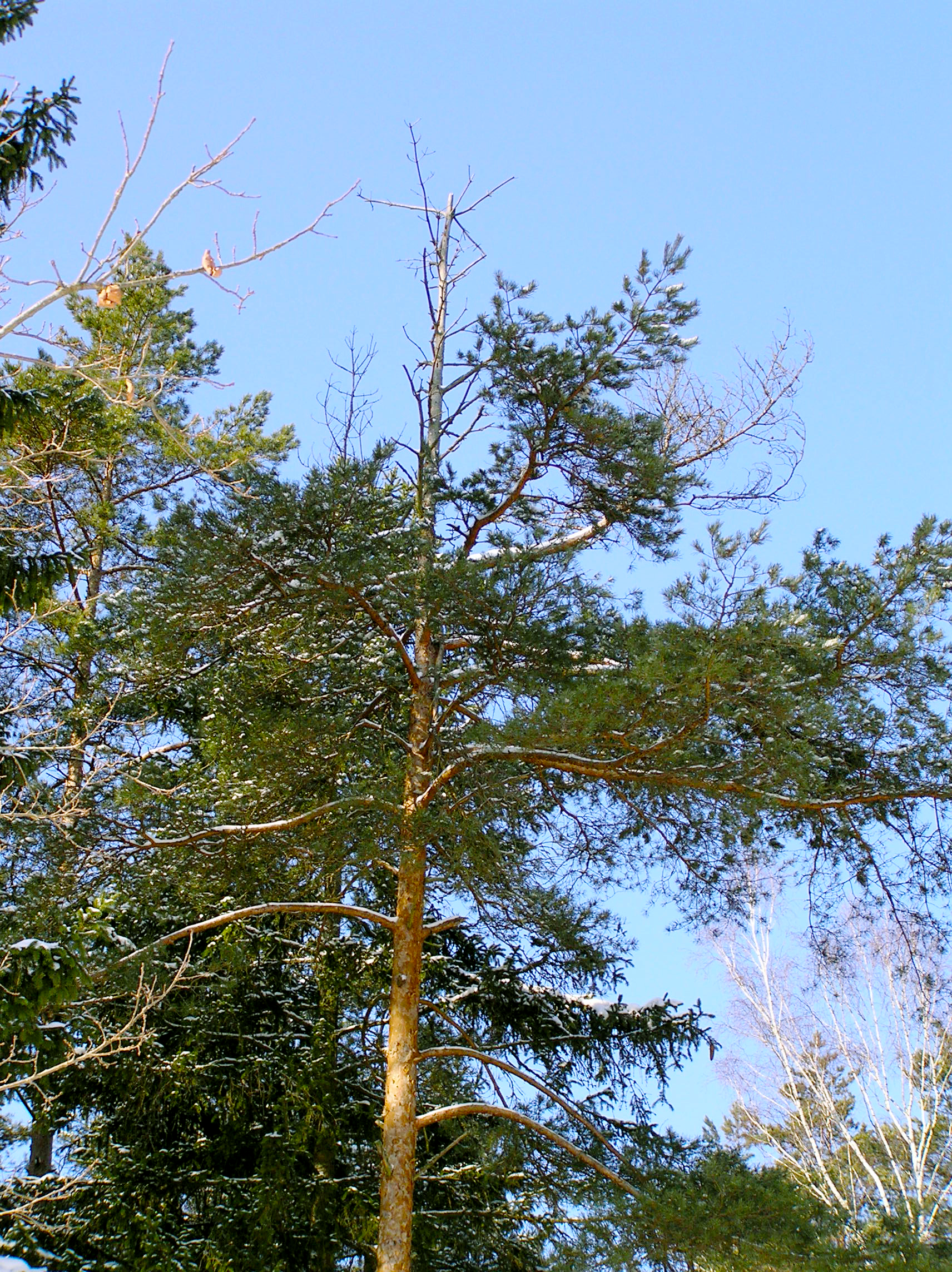
Częste zjawisko: "suchoczub" – choroba wywołana przez grzyb Endocronartium pini.

- Zjawiska występujące w warstwie runa:
  - Wkraczają rośliny runa, o ile nie pojawiły się już wcześniej (na tym etapie pokrywa gleby powinna już być zazieleniona). Pojawiają się gatunki specyficzne dla danego siedliska leśnego: borówka czarna (Vaccinum myrtillus), wrzos zwyczajny (Calluna vulgaris) i inne typowe dla borów. W dalszym ciągu istnieje zagrożenie ze strony korzeniowca wieloletniego, choć gleba ma już dużo odpowiednich inhibitorów.
  - Na ubogim siedlisku boru suchego roślinność dna lasu będzie nieliczna.
- Zjawiska występujące wspólnie w warstwie podszytu i podrostu:
  - Podszyt i podrost powinien na tym etapie osiągnąć wysokość umożliwiającą zastosowanie go przez zwierzynę jako osłon kryjących.
  - Jeżeli ilość niższych pięter jest zbyt mała, ponawia się wprowadzanie podszytu i podrostu.
- Zjawiska występujące wspólnie we wszystkich warstwach drzewostanu to działalność grzybiarzy, powodująca dalsze narażenie ściółki i fauny na wpływ człowieka.
- Zjawiska występujące w warstwie koron i pni sosen:
  - Pojawiają się z większym nasileniem i utrzymują do starości drzewostanu szkodniki: strzygonia choinówka (Panolis flammea), barczatka sosnówka (Dendrolinus pini), poproch cetyniak (Bupalus piniarius), osnuja gwiaździsta (Acantholyda nemoralis), brudnica mniszka (Lymantria monacha), zawisak borowiec (Hyloicus pinastri), borecznik sosnowy (Diprion pini).
    - Szczególną rolę odgrywa tu brudnica mniszka, która wielokrotnie w XX-wieku atakowała drzewostany sosnowe, przede wszystkim monokultury. W 1982 r., wskutek kataklizmu jakim było nagłe rozmnożenie się tego motyla, leśnicy masowo hamowali tempo jego rozprzestrzeniania się.

  - Wyższe partie pni w obrębie korony są atakowane przez obwar sosny (Cronartium pini) tworząc tzw. suchoczuby. Szkodniki pierwotne i wtórne atakują porażone drzewo zwabiając jednocześnie dzięciołowate, które odnajdują materiał do budowy dziupli.
  - Dłuższe okresy nawrotów trzebieży późnych uspokajają zwierzęta, w tym również ptactwo drapieżne.

W większości okresu życia monokultury sosnowej działania gospodarcze zmierzają do jej przebudowy.

## Literatura
1. "Przyroda Polska" Jadwiga Knaflewska, Michał Siemionowicz. Wydawnictwo Podsiedlik, Raniowski i S-ka, 2003, str.15, ISBN 83-7212-231-8;
2. Zasoby biblioteczne PGLLP w tym: Hodowla Lasu, praca zbiorowa () oraz:
  1. Zalesianie gruntów rolnych i nieużytków - Poradnik właściciela
3. Instrukcja Ochrony Lasu ()
4. Załęski A.: Plantacyjna uprawa drzew szybko rosnących. W: Poradnik leśniczego. Warszawa: Wydaw. Świat 1991, s.231-241
5. Raport o stanie lasów 2004  (podobnie dobrze jest zerknąć na  Sosenkę, oraz siedliska Bs i Bśw)
6. Zeszyt 51 Postępy techniki w leśnictwie. Problematyka genetyki i selekcji drzew leśnych. SITLiD – Warszawa, Świat 1992.
7. Maciej Giertych, Doskonalenie składu genetycznego populacji drzew leśnych,  SGGW, Warszawa 1989.
8. Sławomir Hejmanowski, Plantacyjna uprawa drzew, SGGW, Warszawa 1989.
9. Grafika i opis plantacji sosnowej
10. Plantacja drzew.
11. O hodowli lasów (w tym kody Międzynarodowej Leśnej Klasyfikacji Oksfordzkiej).
12. Wielka Encyklopedia Powszechna PWN 1965.
13. Ryszard Dzięciołowski, Struktura środowiska leśnego i jej wpływ na populacje zwierząt. Sylwan, sierpień 2002, str 23.
14. Zeszyt 60 Postępy techniki w leśnictwie. Problematyka kierunków ekologizacji gospodarki leśnej na przykładzie Leśnych Kompleksów Promocyjnych. Władysław Barzdajn, Bogdan Drogoszewski, Jacek Zientarski, Naturalne odnawianie drzewostanów sosny zwyczajnej, str 15. SITLiD – Warszawa, Świat 1996.
15. Zeszyt 60 Postępy techniki w leśnictwie. Problematyka kierunków ekologizacji gospodarki leśnej  na przykładzie Leśnych Kompleksów Promocyjnych. Ryszard Sobczak Pielęgnowanie i przebudowa monokultur sosny zwyczajnej na gruntach porolnych., str 38. SITLiD – Warszawa, Świat 1996.
16. Roman Wójcik. 1999. Odnowienie naturalne sosny (1), Las Polski, 4: 4-6,  oraz: Odnowienie naturalne sosny (2), Las Polski, 5: 16-17.
17. Szwed J., 1992, Zręby zupełne czy odnowienie naturalne sosny (Opinie – polemiki – wnioski – propozycje), Las polski, 5: 16 – 17.
18. Zasoby Lubuskiego Klubu Przyrodników .
19. Zasoby Stowarzyszenia Salamandra .
20. Krzysztof Pawłowski, Monokultura leśna nie jest lasem. Zielone Brygady nr 7(152)/2000,.
21. (E1) Natura 2000 – kompendium, Napisał Instytut na rzecz Ekorozwoju .
22. Andrzej Gorzelak, Ekologiczne uwarunkowania lasów na gruntach porolnych, Sylwan, 1996 nr 5 str 29.
23. Karol Mańka, Fitopatologia leśna, PWRiL, Warszawa 1992, ISBN 83-09-01507-0.
24. Valery Isidorov, Ewa Piroznikow, Jadwiga Jaroszyńska, Joanna Jakubczak, Tadeusz Sacharewicz, Wstępne badania składu oraz sezonowych zmian olejków eterycznych drzew iglastych rosnących w Polsce, Sylwan 1996 nr 7, str 93.
25. Dariusz Piasecki, Sezonowe zmiany allelopatycznego wpływu roślin na wzrost grzybni Heterobasidion annosum, Sylwan 1998 nr 8, str 43.
26. Tadeusz Marszałek, Nasze dziedzictwo leśne, Postępy techniki w leśnictwie, Zeszyt specjalny XLII, PWRiL, Warszawa 1988.
27. Red. Jerzy Krupka, Ryszard Dzieciołowski, Zygmunt Pielowski..., Łowiectwo, PWRiL, Warszawa 1989 str 161, ISBN 83-09-01139-3.